# Service civique
 (mai 2016).
Si vous disposez d'ouvrages ou d'articles de référence ou si vous connaissez des sites web de qualité traitant du thème abordé ici, merci de compléter l'article en donnant les références utiles à sa vérifiabilité et en les liant à la section « Notes et références ».
Pour les articles homonymes, voir Service civil (homonymie).

Logo du service civique (version 2011-2015)

Le service civique est un dispositif français d'encouragement à l'engagement de citoyenneté et de soutien public à celle-ci, créé par la loi du 10 mars 2010 portée par Martin Hirsch alors Haut-Commissaire à la jeunesse, sous la présidence de Nicolas Sarkozy. Il est entré en vigueur le 13 mai 2010. Il a pour objectif de renforcer la cohésion nationale et de favoriser la mixité sociale et offre la possibilité aux jeunes de 16 à 25 ans de s'engager pour une durée de 6 à 12 mois dans une mission d'intérêt général.
À l'exception des actions à caractère religieux ou politique, neuf domaines, qualifiés comme « prioritaires pour la Nation » sont éligibles au service civique : éducation, solidarité, santé, culture et loisirs, environnement, développement international et humanitaire, mémoire et citoyenneté, sports, intervention d'urgence en cas de crise. En août 2015, la limite d'âge pour réaliser un service civique a été élargie à 30 ans pour les jeunes en situation de handicap.
Selon l'âge de chacun, le service civique est constitué de deux formes :  
1. « l'engagement de service civique » : d'une durée de six à douze mois destiné aux jeunes âgés de 16 à 25 ans (30 ans pour les personnes en situation de handicap, depuis août 2015), principalement financé par l'État ;
2. « le volontariat de service civique » également dénommé « volontariat associatif » : d'une durée pouvant atteindre les deux ans, il est ouvert à partir de l'âge de 26 ans et sans limite au-delà ; le soutien financier de l'État porte principalement sur un ensemble de cotisations sociales.

Ces deux formes sont ouvertes à tous les Européens communautaires. Elles le sont également aux Européens non communautaires et aux non-Européens en situation de séjour régulier en France depuis au moins un an.
Dans les premières années, les associations et les collectivités locales ainsi que divers secteurs d'action d'intérêt général, tels que les services d'incendie et de secours, ont été les principaux organismes et secteurs d'accueil pouvant mettre en œuvre le Service civique avant que le champ des organismes d'accueil soit élargi aux services publics. Les structures d'accueil doivent demander un agrément délivré par les pouvoirs publics et faisant l'objet d'une évaluation et de renouvellement périodiques.
Outre un taux de satisfaction particulièrement haut et constant dans les enquêtes réalisées, 75 % des jeunes engagés sont en situation d'emploi ou de formation 6 mois après leur mission de service civique (TNS Sofres 2013). Une étude du Céreq, publiée en 2023, évalue que parmi les sortants de formation initiale en 2017, "près d’un jeune sur dix a réalisé une mission de service civique au cours de ses études ou de ses trois premières années de vie active".

## Introduction

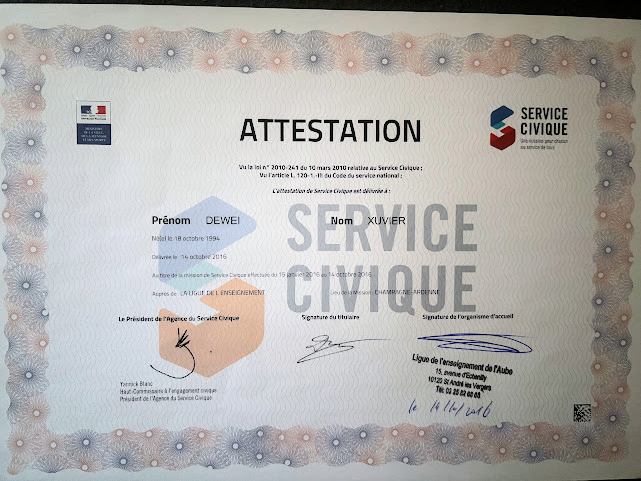
Attestation de service civique.

S'inscrivant dans une continuité historique à la croisée de nombreuses formes d'engagements citoyens que l'on trouve de façon universelle à travers le monde dans toute société (volontariats, bénévolats, service militaire, et plus particulièrement en France dans l'histoire récente : coopération, service volontaire, service à la communauté, service civil des objecteurs de conscience, service national ville, volontariat civil de cohésion sociale et de solidarité, etc.), le service civique est un dispositif d'encouragement et de soutien à l'engagement citoyen créé par la loi du 10 mars 2010 dans un large consensus politique - issu des réactions politiques aux émeutes de novembre 2005. Promesse de campagne figurant dans les programmes de la plupart des candidats à l'élection présidentielle de 2007, le Service civique a été préparé, à la demande du Président de la République Nicolas Sarkozy, et en concertation avec le monde associatif, par Martin Hirsch, alors Haut Commissaire à la Jeunesse, devenu ensuite président de l'Agence du service civique - Groupement d'Intérêt Public - pendant trois ans et demi, du 14 mai 2010 au 13 novembre 2013, date de sa nomination à la Direction de l'Assistance publique - Hôpitaux de Paris.
Une présidence à laquelle François Chérèque lui a succédé le 29 décembre 2013, puis Yannick Blanc, de juin 2016 à mai 2019, et à sa suite, Béatrice Angrand, jusqu'alors secrétaire général de l'Office franco-allemand pour la jeunesse. Depuis le 9 décembre 2022, c'est au tour de Nadia Bellaoui, anciennement présidente du Mouvement associatif et cofondatrice du Comité du Service Civique Associatif (CSCA), d'exercer cette présidence.
Réintégré au Code du service national, le service civique a pris la suite du service civil volontaire qui avait été mis en place en 2006 et dont le trop faible développement avait conduit à sa refonte pour atteindre des effectifs plus significatifs, afin qu'il ait un réel effet d'entraînement du plus grand nombre dans la citoyenneté.
Visant une démarche civique individuelle et collective accompagnée par les organismes d'accueil (associations, collectivités territoriales, etc.), le contrat de service civique n'est pas un contrat de travail.
Les missions de service civique sont accessibles à tous les jeunes de 16 à 25 ans : par principe, les missions proposées ne doivent en aucun cas exclure les jeunes n'ayant pas de diplômes ou de qualifications. Seule la motivation à s'engager et à agir au bénéfice d'une cause d'intérêt général est requise et se justifie comme critère de sélection par les organismes d'accueil. Ainsi, les jeunes en situation de handicap, comme les jeunes sans formation et n'ayant pas encore pu identifier leur projet professionnel peuvent aussi y accéder de plein droit.
La motivation doit prévaloir avant toute autre considération. Ce qui pose la question à chacun : sur quoi, quel problème de société, je désire m'engager pour « changer les choses », apporter ma pierre à un « mieux vivre », notamment auprès des plus en difficulté.
Il est donc ouvert à toutes et tous (y compris les Européens et les non-Européens en séjour régulier depuis un an) de 16 ans à 25 ans sous la forme de l'« engagement de service civique ».
Par ailleurs, le service civique est ouvert, sans limite d'âge au-delà de 25 ans, sous la forme du « volontariat de service civique » rebaptisé « volontariat associatif » par la loi du 31 juillet 2014.

## 

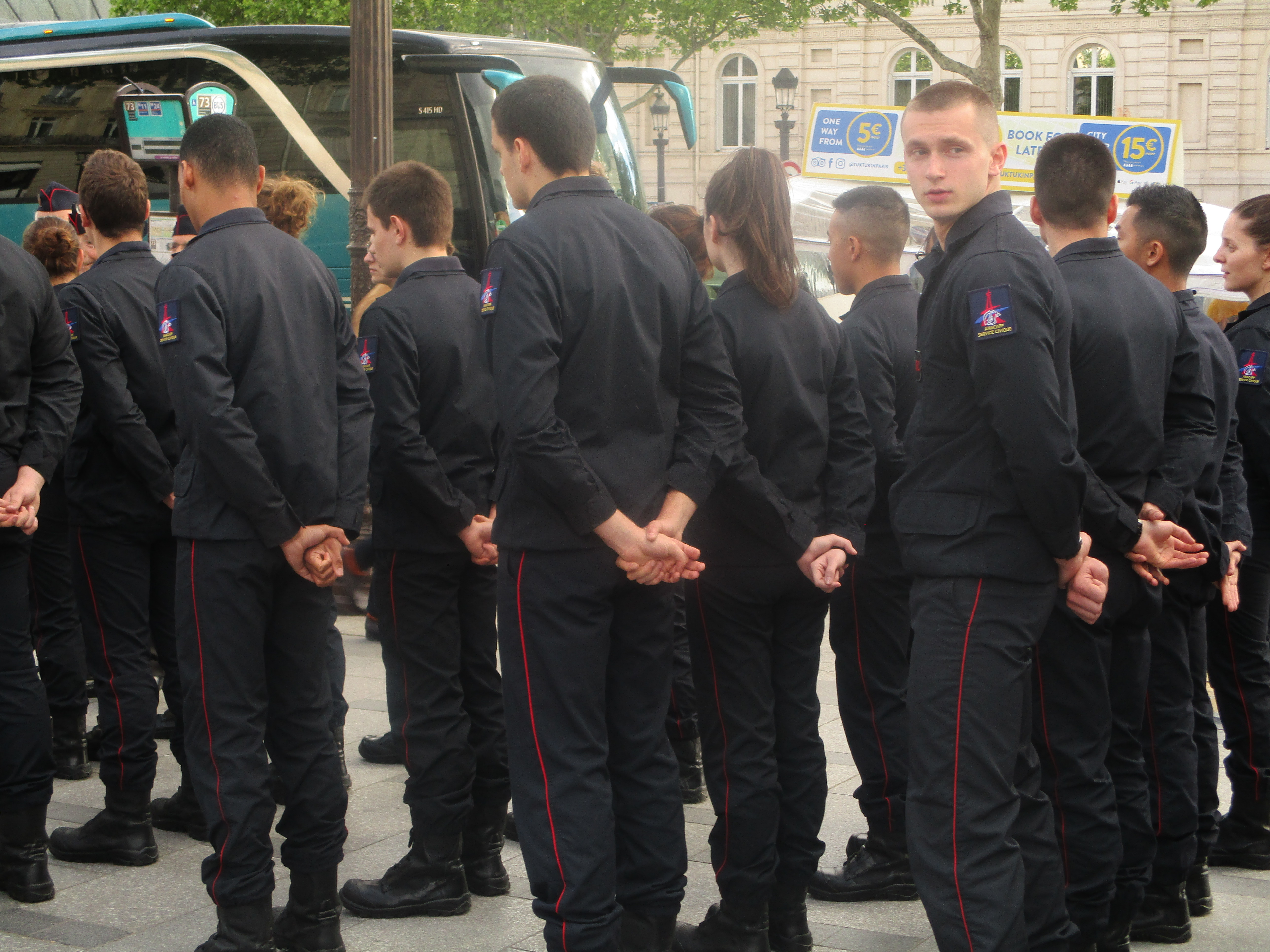
Membres du Service civique Anacapp à Paris.

## Histoire

### L'émergence d'une palette de statuts de volontariats
À la suite de la suspension du service militaire de 1996 à 2002 et jusqu'à la création du service civil volontaire en 2006, des dispositifs statutaires de volontariats ont commencé à se mettre en place, notamment le Volontariat civil de cohésion sociale et de solidarité : les personnes de 18 à 28 ans concernées s'engageaient pour une période de six mois renouvelable dans la limite de 24 mois, à participer, principalement dans le cadre d'associations, à des actions utiles pour la collectivité ; indemnité de 700 euros environ par mois (indexée sur un indice de la fonction publique pour éviter son érosion progressive) ; les jeunes intéressés et les structures d'accueil devaient prendre contact avec un service désigné par le préfet de département. Parce que constitutif du nouveau service national, statut de droit public, ce volontariat a préfiguré le « service civique », bien qu'il ait eu peu de succès auprès des acteurs associatifs qui ont préféré utiliser le « volontariat associatif » (de droit privé).
Plus largement et en dehors de tout lien avec le nouveau service national, mais de façon plus précaire (indemnité mensuelle plafonnée, mais pas de minimum...) le « volontariat associatif » (premier dispositif sous ce nom) créé en 2006 à l'initiative du ministère de la Jeunesse, des Sports et de la Vie associative, était accessible dès 16 ans et sans limite d'âge supérieure tant que l'on n’avait pas atteint la retraite ; il a été supprimé avec la création du service civique. Certaines associations ont souligné qu'il offrait pourtant un statut pour des cas particuliers de volontariats (court terme, non-européens de séjour récent, notamment) et se sont inquiétés de cette disparition (position de la coordination des organisations de chantiers Cotravaux, par exemple).
Le « volontariat de solidarité internationale » s'est aussi renforcé ces dernières années en passant d'un régime encadré par un simple décret (dit de 1995) à un véritable cadre légal adopté en 2005 ; les principales associations partenaires de la mise en œuvre de ce volontariat sont regroupées au sein du « Clong-Volontariat » auprès duquel de nombreuses informations peuvent être obtenues.
D'autres volontariats-services civils volontaires existent (Service Volontaire Européen, Volontaires des Nations unies, Service Volontaire International, etc.), mais les trois dispositifs précédents sont les principaux volontariats que le « service civil volontaire » venait renforcer par un agrément complémentaire (les structures d'accueil devaient en tout état de cause être agréées au titre de l'un ou l'autre des différents volontariats en complément de l'agrément « service civil volontaire »), apportant en contrepartie d'un engagement renforcé en matière d'accompagnement et de citoyenneté (limité toutefois aux jeunes de 16 à 25 ans), un financement substantiel (90 % de l'indemnité et une prise en charge partielle du coût de l'accompagnement pédagogique). Ce financement apparaît comme indispensable pour le développement des volontariats services civils volontaires, et son absence jusqu'alors pouvait expliquer en partie le nombre négligeable de volontaires avant la mise en place du service civil volontaire... À défaut d'un financement substantiel affecté aux volontariats, la concurrence des « emplois aidés » proposés avec insistance aux associations (utilisées régulièrement comme outil de régulation du chômage de masse) ne permettait absolument pas de retenir l'intérêt des associations du point de vue purement gestionnaire.
En 2006, le service civil volontaire, puis à sa suite en 2010, le service civique, ont mis en place un tronc commun de reconnaissances législatives et administratives pour la plupart de ces volontariats.

### Le service civil volontaire
Le « service civil volontaire », avait été promis en 1996 par le Président de la République Jacques Chirac lorsqu'il annonçait, à la surprise générale[réf. nécessaire], la suspension du service militaire obligatoire. Mais dans les années suivantes et sous la houlette de gouvernements successifs de droite comme de gauche, la mise en œuvre d'un « service civil volontaire » s'est heurtée à la complexité et à la lenteur de la réforme du service national (1997-2002).
Les difficultés et retards s'expliquent également par de nombreuses réticences contradictoires face aux volontariats considérés par certains décideurs, tous partisans du civisme, mais se méfiant de dérives potentielles de tout volontariat citoyen comme :
- un moyen de favoriser la précarité en créant une forme de travail prétendument "non salarié" (car "indemnisé" et non "rémunéré" à proprement parler), sous couvert de « bonnes intentions » et ne dépendant pas du Code du travail (opinion fréquemment rencontrée chez les responsables politiques de sensibilité de  gauche ) ;
- une forme de dispositif faisant la promotion d'un engagement citoyen susceptible de promouvoir des démarches militantes.

Plusieurs députés ont ainsi déposé successivement des propositions de loi ex nihilo portant sur la création de formules de « service civil » ou « service civique » envisagés comme volontaires ou obligatoires.
En pleine période des émeutes de 2005, le 17 novembre 2005, en réponse à Jacques Chirac qui relançait le projet de service civil, l'hebdomadaire La Vie, emmené par son directeur de rédaction, Max Armanet, publiait son « Appel pour un service civique obligatoire » qui devait rapidement rassembler de nombreuses signatures politiques[réf. nécessaire]. L'écho de cet appel se répercute fortement par la suite dans la plupart des programmes politiques des candidats à l'élection présidentielle de 2007, chacun s'aventurant plus ou moins à reprendre l'idée, nuancée par le principe d'une phase expérimentale reposant sur le volontariat (comme dans le discours du candidat Nicolas Sarkozy à Marseille)... Toujours dans le cadre de cette campagne, Bernard Kouchner, sollicité au sein du Parti socialiste par Ségolène Royal sur le sujet, utilisa l’expression « obligatoirement proposé ». Rejetant la ligne obligatoire de l'appel du journal La Vie, un Collectif pour une alternative au service civique obligatoire se constitue début 2006 pour s'opposer à la tentation de l'obligation née des lenteurs de la mise en place du service civil volontaire depuis 1996 et de la frayeur provoquée par les émeutes. Le service civil volontaire fut finalement mis en place à la suite de ces émeutes - et non à la suite des démarches portées par les associations de longue date - par une loi du 31 mars 2006 et par le décret du 12 juillet de la même année.
En mars 2007, en pleine campagne électorale, Max Armanet publie le « Manifeste pour un service civique obligatoire ».
Moins d'un an après son élection à la Présidence de la République, en mars 2008 Nicolas Sarkozy chargea Luc Ferry, le président du Conseil d'analyse de la société, de la mission consistant à réaliser un rapport opérationnel sur un « service civique ». Approfondissant par de très nombreuses consultations et comparaisons internationales les travaux réalisés par Alain Béreau sous le titre « Faut-il instituer un service civique obligatoire » , le rapport a été publié en septembre 2008 sous le titre « Pour un service civique » (Éditions Odile Jacob). Dans un entretien donné au journal Le Monde daté 14-15 septembre 2008, Luc Ferry résume les grandes lignes des conclusions et perspectives dégagées par ce rapport. Il y évoque notamment l'importance de recourir au volontariat pour mener une montée en puissance pluriannuelle avec comme objectif 70 000 jeunes en service civique d'ici quelques années.
Début 2009, Martin Hirsch, Haut Commissaire aux Solidarités Actives et à la Jeunesse, mène pendant six mois d'intenses consultations afin de porter sur la scène politique un Livre vert sur les politiques de jeunesse où figure la question de la mise en œuvre d'un « service civique » parmi 57 propositions présentées en juillet 2009. À la suite de ce livre vert, de nouvelles consultations sont menées autour, cette fois, du projet de « service civique », dans l'objectif d'aboutir début 2010 à un texte de loi. En pleine concertation avec l'ensemble des acteurs, une proposition de loi portant création d'un « service civique » volontaire est déposée au Sénat par Yvon Collin, adoptée après amendements le 27 octobre 2009. 
Début 2010, c'était au tour de l'Assemblée nationale de se pencher sur cette proposition de loi et de se prononcer sur les amendements qui auront été élaborés en son sein. La loi est adoptée le 10 mars 2010 par un large consensus (hormis le vote contre des élus communistes, dénonçant la faiblesse de l'indemnité envisagée pour les volontaires et l’ambiguïté d'un statut ne relevant ni du bénévolat ni du salariat). Loi prévoyant une évaluation fin 2011 afin de réexaminer, entre autres choses, l'opportunité de rendre obligatoire le service civique.

### Des moyens importants pour la montée en charge du service civique
Nicolas Sarkozy avait annoncé le 29 septembre 2009, dans son discours d’Avignon « Agir pour la Jeunesse », sa volonté d’encourager les jeunes à s’engager au service des autres et de la collectivité. Il avait ainsi souhaité qu'un travail soit mené pour créer un nouveau service civique qui contribuerait à renforcer le lien social et à promouvoir les valeurs de citoyenneté.
Le service civique unifie sous un statut homogène, lisible et simple[réf. nécessaire], quelques-uns des principaux dispositifs précédents de volontariats que sont le volontariat associatif, le volontariat civil de cohésion sociale et de solidarité, le volontariat civil à l’aide technique, le volontariat de prévention, sécurité et défense civile. Les autres dispositifs de volontariat demeurent régis par les dispositions qui leur sont propres, mais font partie intégrante du service civique.
Pour donner toute son ampleur au service civique dès son lancement, 40 millions d’euros ont été inscrits dans la loi de finances pour 2010, destinés à permettre vaux jeunes de s'engager dans une grande diversité de structures d'accueil associatives ou communales. 98 millions d'euros sont consacrés en 2011 au service civique pour 15 000 missions de service civique. En août 2011, François Fillon, Premier ministre, annonce 25 000 missions de service civique en 2012, soit 5 000 de plus que ce qui était initialement prévu.
Élu Président de la République en 2012, François Hollande s'engage à atteindre les 100 000 volontaires en service civique d'ici la fin de son mandat, en 2017. Un objectif rappelé par François Chérèque quelques jours après sa nomination comme Président de l'Agence du service civique début 2014.
En 2014, poursuivant cette logique de croissance rapide, un débat sur le caractère "universel" (accessible à tous, par les moyens mobilisés, éventuellement assortis d'une obligation) du service civique voit le jour, à la suite de déclarations successives de François Hollande dans ce sens. En 2015, le gouvernement s'engage dans une augmentation significative des budgets alloués et du nombre de missions proposées aux jeunes, notamment par une extension des champs d'accueil au secteur public dans la loi relative à l’égalité et la citoyenneté. Les effectifs alors visés par le service civique sont fixés à 350 000 engagés de service civique sous trois ans. L'Agence du service civique mobilise alors les différents ministères publics pour les encourager à créer de grands programmes de service civique.

## Actuellement[Quand?]

### Volontaires, domaines et missions
Le service civique est un engagement volontaire d'une durée de six à douze mois destiné, d'une part à toutes les personnes âgées de 16 à 25 ans (18 ans pour les missions à l'international et les missions à la Brigade de sapeurs-pompiers de Paris) ou 30 ans pour les personnes en situation de handicap, sous l'intitulé « Engagement de service civique » et d'autre part aux personnes âgées de plus de 25 ans sous un second intitulé de « Volontariat de service civique » rebaptisé "volontariat associatif" (la durée est alors de six à vingt-quatre mois). L'engagement de service civique donne droit à une indemnité et à une couverture par la sécurité sociale prises en charge intégralement par l'État. La loi lui fixe pour objectif de renforcer la cohésion nationale et la mixité sociale. Il offre la possibilité à tous les jeunes de servir les valeurs de la République, au sens large, et de s'engager en faveur d'un projet d'intérêt général collectif en effectuant une mission auprès d'un organisme agréé, organisme à but non lucratif ou personne morale de droit public, en France ou à l'international. Les missions de service civique qui s'effectuent à l'international sont gérées par la plateforme France Volontaires.
Le service civique identifie neuf « domaines prioritaires », très larges, pour exercer une mission de service civique :
- Culture et loisirs
- Développement international et action humanitaire
- Éducation pour tous
- Environnement
- Intervention d'urgence en cas de crise
- Mémoire et citoyenneté
- Santé
- Solidarité
- Sport
- Citoyenneté européenne

Des missions très variées peuvent être proposées aux jeunes qui se lancent dans un service civique. Voici quelques exemples :
- Lutte contre les discriminations
- Volontariat écologique
- Aide pour les élèves en difficulté
- Mission au sein d'un collège de zone d'éducation prioritaire
- Mission humanitaire au sein d'un pays d'Afrique
- Secours à victimes au sein de la Brigade de sapeurs-pompiers de Paris

Le service civique est valorisé dans le parcours de formation du jeune dans le secondaire, les cursus universitaires ou la validation des acquis de l’expérience. Le décret no 2011-1009 publié en août 2011 prévoit la valorisation du service civique dans les formations post-baccalauréat.
Une attestation de service civique est délivrée à la personne volontaire à l’issue de sa mission. Cette attestation est accompagnée d’un document complémentaire décrivant les activités exercées, les aptitudes recensées, les connaissances et les compétences acquises par le volontaire pendant la durée de son service civique. Ce document pourra être intégré dans le livret de compétences du volontaire et/ou son passeport orientation et formation.

### Exemple: au sein de la Brigade de sapeurs-pompiers de Paris
Pour le service civique au sein de la Brigade de sapeurs-pompiers de Paris, l'âge minimum pour s'engager est de 18 ans dû au cadre militaire de la BSPP.
A son entrée dans le service, le volontaire sera (s'il ne l'est pas déjà) formé pendant deux semaines au secours à victime, avec l'équivalent de la formation Premiers Secours en Équipe de niveau 1 (PSE 1)/ Premiers Secours en Equipe de niveau 2 (PSE 2). Ces formations donnent l'équivalence aux diplômes d'état de Premiers Secours en Equipe de niveau 1 et 2 (PSE 1/PSE 2).
Pendant tout son service civique à la BSPP, le volontaire sera affecté dans un centre de secours, et encadré par un membre du centre (souvent le chef de centre ou son adjoint), et aura également un suivi par un parrain de l'ANACAPP (Association Nationale des Anciens Cadres d'Active des Pompiers de Paris), association chargée du service civique à la BSPP.
Ce service civique a quelques particularités, nécessaires au vu de la mission réalisée. En effet, le volontaire effectue des gardes dans un centre de secours de la BSPP (départements 75, 92, 93, 94),pendant 24 heures maximum chaque semaine. Ces gardes se font majoritairement sur un schéma de 24 heures consécutives de garde (de 07h30 à 07H30), plus rarement sur deux créneaux de 12 heures (07h30 à 19h30 ou 19h30 à 07h30).
Pendant ces gardes, le volontaire est nourri (il prend ses repas avec le reste de la caserne au déjeuner et au diner), logé (le temps de la garde, un lit et un vestiaire lui sont attribués) et blanchi (il perçoit une tenue de secours à victime dite F1 et une tenue de sport).
Après sa formation, le volontaire est intégré dans les véhicules de secours et d'assistance à victimes (VSAV), et participe aux interventions de prompt secours (personne malade, personne blessée, accident de la circulation, etc) en tant que troisième intervenant (les deux autres intervenants du véhicule étant le conducteur et le chef d'agrès).
Lorsqu'il n'est pas en intervention, le volontaire participe pleinement à la vie de la caserne, aidant pour les tâches du quotidien (nettoyage, travaux, rangement, etc), effectuant les séances de sport avec le reste de la caserne (1 heure le matin, souvent course ou natation, et 1 heure en fin d'après-midi, souvent musculation, ou sport collectif type football ou volley-ball selon la météo), et intégrant les équipes lors des manœuvres, séance de révision pratique des gestes de secours.

### La prise en charge financière
Au cours de son service civique, un jeune engagé âgé de 16 à 25 ans bénéficie d’une indemnité mensuelle de 496,94 € versée par l’État. Sous certaines conditions, le volontaire en service civique bénéficie d’une prestation de subsistance, d’équipement, de logement et de transport, prise en charge par son organisme d’accueil, de 113,02 € par mois.
Le volontaire bénéficie durant son service civique d’une protection sociale (maladie, maternité, accident du travail, maladie professionnelle, famille, invalidité, décès et retraite) intégralement financée par l’État.
L’indemnité de service civique n’est pas soumise à l’impôt sur le revenu et son montant n'est pas pris en compte dans le calcul des prestations sociales.

### L'accompagnement
Toute personne en service civique bénéficie d’une "formation civique et citoyenne" (qui, en principe, se distingue de "l'éducation civique" par son caractère opérationnel et vivant : débats sur les questions de société, confrontation de points de vue opposés le cas échéant, recherche de consensus ou affirmation des divergences, modalités de participation au débat public, etc.), ainsi qu'une formation aux premiers secours (PSC1) obligatoires, et d’un "accompagnement au projet d'avenir" (professionnel ou tout autre pouvant être important pour la réalisation future de la personne volontaire) durant la réalisation de sa mission de service civique.

### Situation des volontaires vis-à-vis de France Travail
Pour les volontaires précédemment demandeurs d’emploi et inscrits à France Travail, leur statut de demandeurs d’emploi est conservé, mais le demandeur passe de la catégorie 1 (personnes sans emploi immédiatement disponibles) à la catégorie 4 (personnes sans emploi non immédiatement disponibles).
Pour les bénéficiaires de l’allocation chômage, celle-ci est suspendue pendant toute la durée de la mission de service civique ; le statut de demandeur d’emploi est cependant conservé.
L'indemnité de service civique, elle même, n'ouvre pas de droits à l'allocation d'Aide au Retour à l’Emploi (ARE) par France Travail à la fin de la période d'engagement.

### L'Agence du service civique
L'Agence du service civique est responsable du pilotage et de la gouvernance du nouveau dispositif. Son statut est celui d’un groupement d’intérêt public (GIP).
Ce GIP réunit l’État, l’Agence nationale pour la cohésion sociale et l'égalité des chances (ACSé), l’Institut national de la jeunesse et de l'éducation populaire (INJEP) et la plateforme France Volontaires afin de répondre aux missions suivantes :
- la définition des orientations stratégiques et des missions prioritaires du service civique ;
- la gestion des agréments et du soutien financier apporté par l’État ;
- la promotion et la valorisation du service civique auprès des publics concernés, des organismes d’accueil, des établissements d’enseignement et des branches professionnelles ;
- la garantie de l'égal accès de tous les citoyens au service civique ;
- la mise en relation entre les personnes intéressées par un service civique et les personnes morales agréées proposant un contrat de service civique ;
- le contrôle et l’évaluation de la mise en œuvre du service civique ;
- l’animation du réseau des volontaires et des anciens volontaires ;
- la garantie de la mixité sociale des bénéficiaires du service civique ;
- la définition du contenu de la formation civique et citoyenne.

Un Comité stratégique a été créé dès le début du service civique et constitue une instance consultative et paritaire réunie plusieurs fois par an (État - agence, ministère accueillant des programmes de missions de service civique, associations et représentants de volontaires engagés de service civique, personnalités qualifiées). Les minutes de ses débats sont rendues publiques.
La procédure d’agrément par l'agence des organismes d’accueil repose sur la vérification des capacités de l'organisme demandeur à mettre en œuvre la service que civique dans le respect de ses principes : mixité sociale, volontariat, motivation, accompagnement, etc. La formation des "tuteurs" (prise en charge directement par l’État) est fortement encouragée afin que les principes du volontariat soient bien intégrés dans la démarche d'accompagnement. Un seul agrément est requis pour accueillir des personnes volontaires en service civique et bénéficier de l’aide de l’État. Pour garder sa validité, il fait l'objet d'une procédure de renouvellement tous les 3 ans, à la lumière du bilan des actions menées.
Le recours à l’intermédiation est autorisé pour recruter, accompagner et former des volontaires en service civique. Cela permet ainsi à de petites structures (communes ou petites associations) d'accueillir plus facilement des personnes volontaires en service civique.

## Controverses: un engagement citoyen ou une exploitation des jeunes?
Le rapport parlementaire d'information No 3918 déposé par la commission des affaires culturelles et de l'éducation présenté par les députés Bernard Lesterlin et Jean-Philippe Maurer indique que « le principal risque relevé par de nombreux intervenants est en effet le risque de substitution à l'emploi » permettant ainsi d'employer à bas coût du personnel peu qualifié en remplacement de salariés précaires sur des postes où l’employeur souhaite, par souci économique, éviter de créer de vrais emplois,. Pour autant la loi no 2017-86 relative à l'égalité et la citoyenneté, promulguée le 27 janvier 2017, a entériné « l'extension du service civique à d'autres domaines, par exemple les services d'incendie et de secours et les offices H.L.M ». Comme également à Pôle Emploi, où des délégués syndicaux « dénoncent l'utilisation abusive de ce dispositif, potentiellement dangereuse pour les bénévoles qui y participent », signalant que « les missions de services publics qui sont les nôtres doivent être rendues par du personnel qualifié et formé ».
À propos de ce bénévolat, des auteurs évoquent la notion de bullshit job de l'anthropologue américain David Graeber à l'instar de Julien Brygo et Olivier Cyran dans le chapitre Le service civique, ou les volontaires du travail obligatoire de leur ouvrage Boulots de merde ! Du cireur ou trader, enquête sur l'utilité et la nuisance sociales des métiers (Éditions La Découverte). Près de la moitié des engagés sont des jeunes diplômés dans l'impossibilité de trouver un emploi réel. Dans un article du 25 octobre 2012 paru dans L'Humanité sous le titre « la face noire du service civique », Laurent Mouloud brosse le portrait d'un service civique conçu exclusivement pour exploiter les jeunes et les conditionner au travail précaire.
En 2015, une émission d'Envoyé spécial  sur le thème « Les engagés de la République » dénonce à son tour certaines dérives : François Chérèque, alors président de l'Agence du service civique, interpellé sur ce problème a eu cette réponse en détournant le regard du reportage de terrain qui lui était montré sur le cas d'une jeune femme en service civique auprès d'une municipalité vivant son service civique comme un véritable emploi au sein d'une école : « Il y aura toujours des dérives ! ». Au fil de ces déconvenues, un « livre noir du service civique » devient nécessaire pour répertorier les cas de détournement les plus typiques, en analyser les causes et mettre en place les mesures de prévention nécessaires. En attendant, le 10 décembre 2020, une émission de Cash Investigation  consacrée aux mauvaises pratiques de l'État français en sa qualité d'employeur s'est concentré en seconde partie sur le service civique (après une première partie dédiée aux problèmes de la sous-traitance de la propreté dans les hôpitaux) : d'une sont dénoncées les mauvaises pratiques de Pôle emploi (accusé d'avoir remplacé par des jeunes en service civique les personnes en emplois-aidés autrefois accueillis dans ses équipes, emplois-aidés supprimés par le gouvernement d'Édouard Philippe et sa ministre du Travail, Muriel Pénicaud dès 2017), et d'autre part, plus choquant encore, celles de préfectures qui utilisent les jeunes en service civique pour compenser leur manque d'effectifs professionnels (le Préfet Alain Régnier y est interviewé et reconnaît avec honnêteté que les témoignages recueillis font état de pratiques contraires à l'esprit du service civique, précisant qu'il a supervisé les débuts du service civique dans le réseau des préfectures dans un tout autre objectif). Quelques jours plus tard, le 13 décembre 2020, Libération, après avoir enquêté sur le service civique dans le secteur culturel, publie un article sous le titre « Service civique: "On se fait exploiter, mais on est consentant" ». Enfin, Mediapart, le 24 décembre, publia un article sous le titre « Le service civique, accélérateur d'inégalités sociales ».
Malgré toutes ces attaques méritées, nourries par des constats flagrants et incontestables[réf. nécessaire], l'objectif du service civique, et plus largement des volontariats, reste de permettre à des jeunes (en particulier mais pas seulement) de s'investir à plein temps dans un projet d'intérêt général et de pouvoir s'y consacrer pendant plusieurs mois en bénéficiant d'un statut reconnu. La nouveauté des dispositifs de volontariat, par différenciation avec le bénévolat, réside dans l'indemnisation (qui n'est en rien une « rémunération » - échange marchand de la force de travail contre une somme d'argent - dans sa définition légale). L'indemnisation d'un volontariat est nécessairement en dessous du SMIC, sinon il y aurait un glissement massif du salariat vers le volontariat (puisque pour les moins de 25 ans en service civique, c'est l'État qui paye et non l'employeur), ce qui aurait des répercussions sur le marché de l'emploi.
De plus, le service civique est parfois vu comme une manière pour l'État (tous les partis politiques sont favorables à la création et au développement d'un service civique - seul le Parti communiste s'est abstenu en 2010 - donc sans s'y opposer - lors du vote de la loi, tandis que Jean-Luc Mélenchon, lors de la campagne présidentielle de 2017, en alliance avec le Parti communiste, s'était exprimé en faveur d'un « service national obligatoire, militaire ou civique », indemnisé au SMIC) de rendre plus supportable la baisse de subventions aux organismes agréés s'accompagnant ainsi de la fourniture d'une main d'œuvre bon marché, dès lors que les volontaires en service civique seraient utilisés sur des activités pouvant être confiées à des salariés. Cependant les pouvoirs publics sont extrêmement vigilants sur ce point car non seulement la loi sur le service civique précise explicitement qu'il ne saurait y avoir de substitution à l'emploi salarié, mais l'administration est elle-même vigilante pour garantir cette non-substitution à toutes les étapes, comme l'agrément, la définition et la mise en œuvre des missions de volontariat, les évaluations, etc. Toute situation de substitution à l'emploi peut ainsi être identifiée et stoppée dès lors que les acteurs concernés en prennent conscience et agissent dans le respect des principes légaux du service civique.
Il arrive que des structures utilisent ce dispositif pour pourvoir à certains postes, bien moins coûteux qu'une réelle embauche. Les annonces de recherche de services civiques ressemblent ainsi à de véritables offres d'emploi, demandant des diplômes, des compétences.
Lorsqu'un organisme d'accueil (association, collectivité locale, etc.) confond le service civique avec l'emploi salarié (lien de subordination, postes de travail impersonnel encadré comme celui d'un salarié, professionnel exécutant, exigence de compétences et de rendements professionnels, etc.), le service civique peut alors être perçu comme une véritable substitution à l'emploi salarié. Dans des cas flagrants de telles substitutions, le conseil de prud'hommes est compétent pour requalifier certaines missions de service civique en contrats de travail dès lors que les faits de substitution à l'emploi salarié peuvent être démontrés (rapport hiérarchiques employeur/employé, lien de subordination, exécution d'ordres sans participation à la définition des projets et missions, absence d'accompagnement pédagogique dans l'implication et l'engagement personnel, etc.).
Inversement, la défense de l'emploi salarié et des emplois du secteur associatif ou public ne peut se faire au détriment du droit de tous les citoyens à s'engager au profit de l'intérêt général dans des projets à fort potentiel d'initiatives contribuant à l'épanouissement personnel dans une expérience à forte plus-value civique et sociale. De ce point de vue, les salariés du monde associatif ont au contraire un rôle pédagogique indispensable à jouer pour accompagner les volontaires du service civique afin de leur permettre de pleinement réussir la réalisation des projets dans lesquels ils veulent s'investir. C'est pour cela que le dispositif actuel a prévu un soutien financier - fixé à hauteur de 100 euros par mois - pour l'accompagnement de chaque volontaire accueilli.

## Perspectives
Depuis la mise en place du cadre législatif, l'Agence du service civique a piloté au niveau national une intense politique de mise en œuvre (communication, agréments, critères d'agrément, formation civique et citoyenne, formation des « tuteurs », montée en puissance budgétaire, évaluations, enquêtes d'opinion, etc.).
Par ailleurs, soucieuses d'accompagner au mieux cette montée en puissance, les associations les plus impliquées dans le développement du service civique ont constitué une « Plateforme inter-associative pour le service civique » (regroupement informel se réunissant régulièrement tout au long de l'année) afin de se donner la capacité d'agir collectivement en faveur du développement du service civique.
De plus, un Comité du Service Civique Associatif (CSCA) avait été créé en 2012 autour d'une démarche de « Charte du service civique associatif » visant à garantir la qualité de l'accueil des jeunes en service civique. Bien qu'il ait développé de nombreux outils (au centre desquels un référentiel constitué de plus de 120 points d'évaluation des pratiques de mise en œuvre du service civique), ce comité a mis fin à ses activités début 2016 tandis que diverses instances ont pris le relais des problématique d'évaluation, d'auto-évaluation et de diffusion de bonnes pratiques en matière de service civique et de volontariats.
Les élections européennes ont également permis d'aborder les développements du « service volontaire européen » dans le cadre du Programme européen "jeunesse en action" financé par l'Union européenne.
Lors de la campagne des élections législatives et présidentielles de 2017, la pertinence du service civique ne semblait plus nécessiter sa présence dans les programmes[réf. nécessaire]. Mais sous la pression des défis de sécurité posés par les attentats, plusieurs candidats, dont Emmanuel Macron, ont choisi d'inscrire dans leur programme le rétablissement d'une forme de service militaire ou, tout au moins, de nouvel élément de "service national" dont les paramètres de durée et de mise en œuvre sont à définir, ainsi que son articulation avec le service civique. Dans son discours de politique générale dans le courant du second semestre 2017, le premier ministre, Édouard Philippe, en a tracé les grandes lignes. En juin 2019, une préfiguration d'une nouvelle étape offerte aux jeunes (développant considérablement le format initial de la « Journée défense et citoyenneté ») entre leur scolarité et le choix d'un engagement d'intérêt général a vu le jour : le service national universel.
A l'occasion des 10 ans du service civique, l'Agence nationale du service civique a lancé une consultation en ligne du 10 février au 10 mars 2020 et en a publié résultats et analyse.